# Antoni Casanovas i Bosch
Antoni Casanovas i Bosch (Sabadell, 13 de maig de 1795 - Barcelona, 7 de gener de 1867) fou un empresari tèxtil i alcalde de Sabadell.

## Biografia
Antoni Casanovas s'inicià en la indústria tèxtil com a teixidor pel seu compte i dos o tres cops l'any anava a Saragossa a vendre les peces de drap que havia teixit a casa i en tornava amb una part dels beneficis reinvertits en llana. Ben aviat, però, el 1824, amb altres fabricants de Barcelona, ja havia creat la primera empresa, que durà deu anys. El 1848, va començar a construir l'anomenat Vapor d'en Rovira, al carrer de la Concepció de Sabadell, un dels establiments tèxtils més puixants i significatius de l'època, que amb la nova força motriu del vapor assolí un gran increment de producció i el situà al capdavant de la indústria tèxtil sabadellenca.
Casanovas va ser regidor i jutge municipal, alcalde en diverses ocasions i comandant de la Milícia Nacional durant la guerra carlina. El 1863 va participar en la creació de l'Institut Industrial de Sabadell i va ser també un dels promotors del Teatre Principal. El 1859 va edificar el casal que du el seu nom al carrer de Sant Antoni, actual seu del Museu d'Història, que anteriorment havia acollit el Jutjat de Primera Instància, la Caixa d'Estalvis de Sabadell i l'Escola Industrial.